# Henry Bathurst, 3:e earl Bathurst
Henry Bathurst, 3:e earl Bathurst, född 22 maj 1762 och död 27 juli 1834, var en brittisk politiker. Han var son till Henry Bathurst, 2:e earl Bathurst.
Bathurst vann sin befordran främst genom kontakter med William Pitt d.y.. Han var 1783-89 amiralitetslord, under några månader 1809 utrikesminister och 1812 kolonialminister. 
Bathurst ansåg bära ansvaret för behandlingen av Napoleon I på Sankt Helena. Han drog sig tillbaka från politiken vid lord Liverpools fall 1827.